# Čelebići (Konjic, BiH)
Čelebići su naseljeno mjesto u općini Konjic, Federacija Bosne i Hercegovine, BiH.
Naselje se nalazi na obali Jablaničkog jezera, umjetnog jezera na rijeci Neretvi. Kroz naselje teče i rijeka Baščica, lijevi pritok Neretve, a na ušću Baščice je most preko kojeg prolazi Magistralni put M17.

## Stanovništvo

### Popisi 1971. – 1991.
| Čelebići           |               |               |               |
| godina popisa      | 1991.         | 1981.         | 1971.         |
| Muslimani          | 582 (47,31 %) | 485 (41,20 %) | 312 (35,41 %) |
| Srbi               | 322 (26,17 %) | 356 (30,24 %) | 337 (38,25 %) |
| Hrvati             | 269 (21,86 %) | 261 (22,17 %) | 214 (24,29 %) |
| Jugoslaveni        | 35 (2,84 %)   | 50 (4,24 %)   | 11 (1,24 %)   |
| ostali i nepoznato | 22 (1,78 %)   | 25 (2,12 %)   | 7 (0,79 %)    |
| ukupno             | 1230          | 1177          | 881           |

### Popis 2013.
| Čelebići           |               |
| godina popisa      | 2013.         |
| Bošnjaci           | 987 (92,94 %) |
| Hrvati             | 28 (2,64 %)   |
| Srbi               | 5 (0,47 %)    |
| ostali i nepoznato | 42 (3,95 %)   |
| ukupno             | 1062          |

## Vanjske poveznice
- Satelitska snimka  Arhivirana inačica izvorne stranice od 12. ožujka 2021. (Wayback Machine)